# Hermann Diedrich Piepenstock

Hermann Diedrich Piepenstock

Hermann Diedrich Piepenstock (* 6. August 1782 in Iserlohn; † 4. September 1843 ebenda) war ein deutscher Kaufmann und Unternehmer. Er gründete die Hermannshütte in Hörde, eines der ersten Puddel- und Walzwerke des Ruhrgebiets.

## Leben

### Herkunft und Ausbildung
Hermann Diedrich Piepenstock wurde am 6. August 1782 in Iserlohn als Sohn des Panzermachers und Verlegers Caspar Dietrich Piepenstock (1756–1821) und dessen Ehefrau Anna Catharina Piepenstock geb. Humpert (* 1753) geboren. Der Großvater war Johann Georg Piepenstock († 1783), der eine Wasserschleifmühle im Lägertal bei Iserlohn erworben hatte, um dort Stopf- und Kopfnadeln zu produzieren. Sein Sohn übernahm den Betrieb und konnte sich in den 1790er Jahren aus der Abhängigkeit der Kaufleute befreien. Er stieg sogar selbst zum Verleger auf und erweiterte die Produktion um Karkassen und Fischangeln. Hermann Diedrich Piepenstock wurde im väterlichen Betrieb ausgebildet, laut Beschäftigtenliste war er 1796 Nadlerlehrling. 

### Persönliches
1808 heiratete Piepenstock die Gastwirtstochter Sophia Maria Anna Juninger (* 12. Dezember 1781).

## Wirken

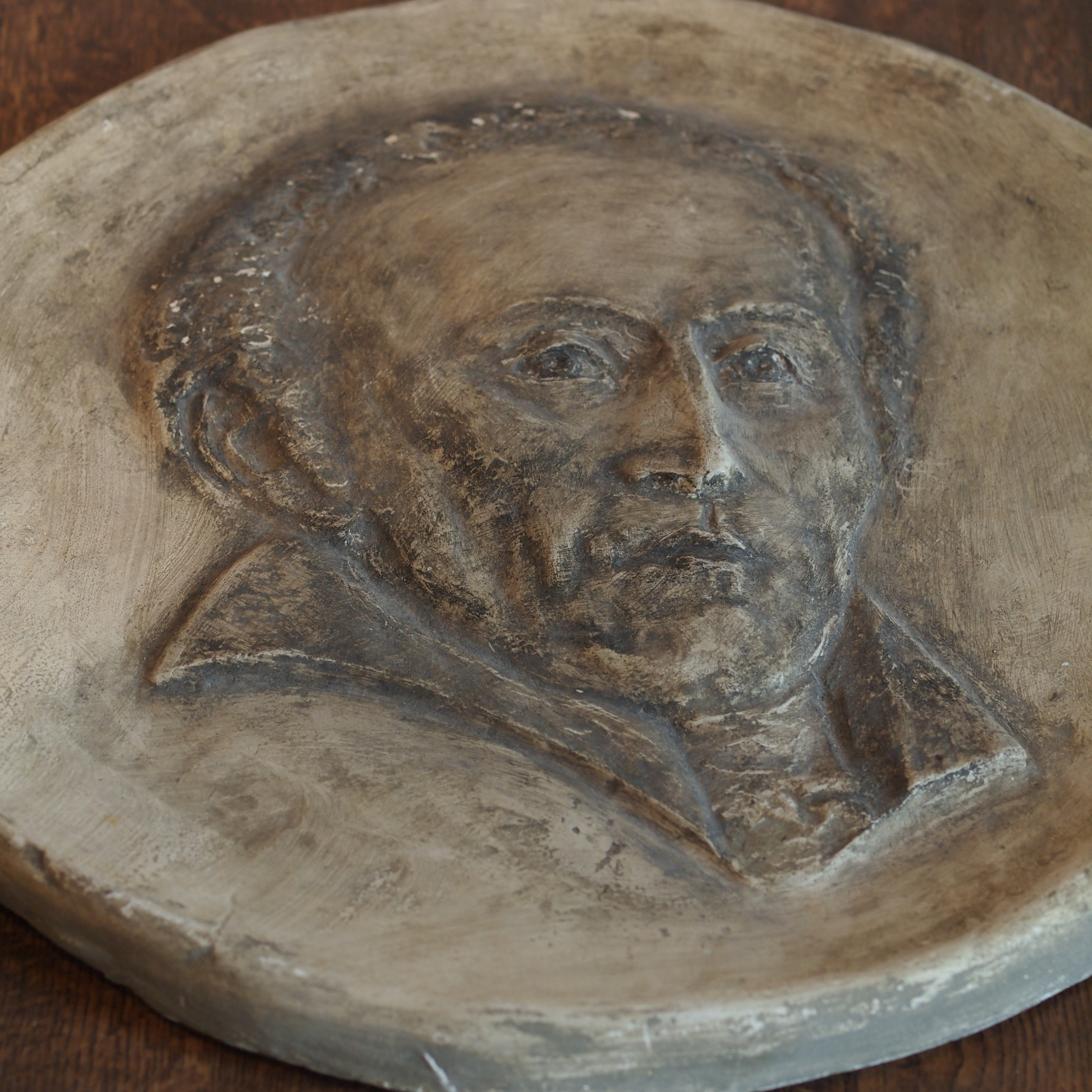
Plakette mit dem Gipsrelief des Hermann Diedrich Piepenstock, im Heimatmuseum in der Hörder Burg

1810 wurde Piepenstock Juniorpartner seines Vaters. Ab 1815 expandierte das Unternehmen zunehmend, diese Expansion wird Hermann Diedrich Piepenstock zugeschrieben. Er erwarb zunächst weitere Schleifmühlen bei Iserlohn und gründete dann in Oese (heute Hemer) ein Messingwalzwerk, womit ihm der Einstieg in die Bronzewarenfabrikation gelang.
Nach dem Tod des Vaters 1821 wurde Piepenstock Alleininhaber. Wie andere Iserlohner Unternehmer auch plante er den Bau von Großanlagen außerhalb Iserlohns. 1828 ließ er in der ehemaligen Grafschaft Limburg nach Eisenstein schürfen, um dort ein Werk zu errichten. In Müschede (heute Arnsberg) errichtete er den Sophienhammer. 1834 wurde in Neu-Oege (heute Hagen) ein Draht- und Eisenwalzwerk fertiggestellt; später folgte eine Eisengießerei. Das Blechwalzwerk war das erste in Westfalen. Piepenstock ließ auch im Umfeld von Neu-Oege systematisch nach Eisenstein suchen, erhielt aber Konkurrenz durch Friedrich Harkort, der in diesem Bereich ebenfalls ein Bergwerk errichten wollte. 1837 zeigte Piepenstock den Bau einer Eisenhütte zwischen Letmathe (heute Iserlohn) und Nachrodt an, musste diesen Plan aufgrund von Widerstand der Anwohner aber 1840 aufgeben. 

### Hermannshütte
Nach diesen Rückschlägen entschied sich Piepenstock für Hörde (heute Dortmund-Hörde) als neuen Standort. Ausschlaggebend war die Nähe zu den Steinkohlevorkommen. Am 23. Oktober 1840 kaufte er der Witwe Spemann das Gelände an der Hörder Burg für 11.500 Reichstaler ab, eine Eingabe vom 14. April 1841 zeigt die Vision einer ganz auf Dampfkraft basierenden Eisenhütte mit 600 Arbeitern. Nach englischem Vorbild sollte ein Unternehmen entstehen, das Stahl produzieren und diesen im selben Unternehmen zu Halbfertigwaren oder Eisenbahnschienen weiterverarbeiten sollte. Noch im selben Jahr erfolgte der Aufbau der Hermannshütte unter Mitwirkung von Samuel Dobbs. Die Aufnahme der Produktion verzögerte sich aber bis 1844. Trotzdem erlangte das Projekt schon große Aufmerksamkeit: Am 27. August 1842 begrüßte Piepenstock König Friedrich Wilhelm IV. in Hörde und wurde im gleichen Jahr auf der Berliner Gewerbeausstellung mit einer Medaille ausgezeichnet. 
Diese Auszeichnung erlebte Piepenstock nicht mehr. Er starb 1843 überraschend in Iserlohn. Noch auf dem Sterbebett nahm er das erste in Hörde gewalzte Eisen in Empfang. Er hinterließ keine Kinder, seine Erben und Nachfolger mussten fast alle Unternehmensteile verkaufen, die Hermannshütte ging 1847 in den Besitz einer Kommanditgesellschaft unter Führung des Schaafhausen’schen Bankvereins über.

## Auszeichnungen
1833 wurde Hermann Diedrich Piepenstock mit dem preußischen Roten Adlerorden IV. Klasse ausgezeichnet. In Hörde sind heute eine Straße und ein Platz nach Piepenstock benannt. Weiterhin wurde in Iserlohn eine Straße nach ihm benannt.